# Centuria
A centuria a százas létszámra utaló katonai és politikai egység volt az ókori Róma társadalmában és a római hadseregben. A kétféle értelmezés összefügg egymással, mivel általában egy politikai centuria feladata volt egy katonai centuria kiállítása.

## Politikai egység
A hagyomány szerint a Római Királyság idején a nemzetségeket 30 curiába sorolták. Ez volt egyrészt az alapja a legrégebbi népgyűlésnek (comitia curiata), másrészt a hadsereget is curiánként töltötték fel úgy, hogy minden curia kiállított 100 gyalogost és 10 lovast.
A Római Köztársaság idején, a tizenkéttáblás törvényeket követő időszakban - mivel a törvények még nem tudnak róluk - a római szabad népességet vagyoni osztályokba, classisokba sorolták be. Az osztályok feletti (supra classem) patríciusokat a rendszeren belül 18 centuriába sorolták be, minden centuriának kellett egy katonai centuriát kiállítania. A plebejusokat, a gazdagoktól a legalább valamilyen minimális vagyonnal rendelkezőkig 5 vagyoni osztályba, azaz classisba sorolták, az első classist 80 centuriára, a másodiktól negyedikig 20-20 centuriára, míg az ötödiket 30 centuriára osztva. Egy-egy ilyen politikai centuria nem volt azonos létszámú, a szegényebbeké sokkal számosabb volt, de minden politikai centuriának kellett egy katonai centuriát kiállítania. Az említett centuriákon kívül volt még az első classisba sorolt ostromgépkezelők, valamint az ötödik classisba sorolt zenészek 2-2 centuriája, s végül a teljesen vagyontalan proletárok 1 centuriája. 
A centuriarendszer alapján működött a köztársaság egy ideig legfontosabb népgyűlése, a comitia centuriata, ahol minden centuriának egy szavazata volt. Minden classisban a centuriák felébe a 46 évesnél idősebbek, a seniores, felébe az ennél fiatalabb iuniores voltak besorolva.

## Katonai egység
A római hadsereg csatarendje a királyság és a korai köztársaság idején a phalanx volt. A királyság idején egy centuria 100 főből állt, ezt valamikor a köztársaság elején - amikor az eredeti egy légiót megduplázták, hogy mindkét consul vezethessen egyet - talán 60 főre csökkentették, majd idővel 80 főre növelték. Egy centuriát 10 hálóközösségre, contuberniumra osztottak fel, akik a katonai barakkban egy hálóhelyiségben aludtak. A phalanx harmadik sorában a normális méretűhöz képest fele akkora méretű centuriákban szolgáltak a veteránok.
A háromsoros phalanxot a samnis háborúk időszakában sakktáblaszerű csatarendre módosították, s ekkor két centuriát egy manipulusszá vontak össze. Ekkor valószínűleg egy-egy sorban 15-15 manipulus, azaz 30-30 centuria állt, kialakult formájában pedig 10-10 manipulus, azaz 20-20, összesen 60 centuria alkotott egy légiót.
Marius reformjai nyomán az egymás mögött álló 3 manipulust, azaz 6 centuriát 1 újabb taktikai egységbe, a cohorsba vontak össze, ekkortól a légió 10 cohorsból állt, a manipulusok ezen belül azonban megmaradtak Hadrianus reformjáig. 
A centuria élén a centurio állt. A manipulust és a cohorsot a rangidős centurio vezette.